# Steven R. Monroe
Steven R. Monroe (15 settembre 1964) è un regista e sceneggiatore statunitense noto essenzialmente per i film I Spit on Your Grave e il sequel I Spit on Your Grave 2.

## Filmografia

### Regista

#### Cinema
- The contract - patto di sangue (The Contract) (1999)
- House of 9 (2005)
- It Waits (2005)
- Sasquatch Mountain (2006)
- Dual (2008)
- I Spit on Your Grave (2010)
- Complacent (2012)
- MoniKa (2012)
- I Spit on Your Grave 2 (2013)
- L'esorcismo di Molly Hartley (The Exorcism of Molly Hartley) (2015)
- Cyber Case - L'ombra del passato (Cyber Case) (2015)
- Il delitto del lago (Hidden Truth) (2016)
- Finché batte il cuore (Taken Heart) (2017)
- Lo studente (The Student) (2017)

#### Televisione
- Left in Darkness (2006)
- Ogre - film TV (2008)
- Storm cell - Pericolo dal cielo (Storm Cell) – film TV (2008)
- Il demone dei ghiacci (Wyvern) – film TV (2009)
- Tempesta di ghiaccio (Ice Twisters) – film TV (2009)
- Mongolian Death Worm – film TV (2010)
- Jabberwock – film TV (2011)
- I 12 disastri di Natale (12 Disasters of Christmas) – film TV (2012)
- End of the World: Atto finale (End of the World) – film TV (2013)
- La foresta dei suicidi (Grave Halloween) – film TV (2013)
- Win, Lose or Love – film TV (2015)
- Detective McLean - serie TV, 4 episodi (2015)
- La guerra delle torte (Pumpkin Pie Wars) – film TV (2016)
- Il ritorno di un amore (Advance & Retreat) – film TV (2016)
- La scelta di Jessica (Christmas in Homestead) – film TV (2016)
- Un tavolo per due (Bad Date Chronicles) – film TV (2017)
- In gioco e in amore (The Perfect Catch) – film TV (2017)
- Amore sull'onda (Love at the Shore) - film TV (2017)
- Ricomincio da San Valentino (Valentine's Again) - film TV (2017)
- Un matrimonio in campagna (A Harvest Wedding) - film TV (2017)
- Natale a Bramble House (A Bramble House Christmas) - film TV (2017)
- Undercover Angel - film TV (2017)
- Connessione d'amore (Christmas Connection) - film TV (2017)
- The Sweetest Heart - film TV (2018)
- Marrying Mr. Darcy - film TV (2018)
- Un amore di design (Love in Design) - film TV (2018)
- Un matrimonio da sogno (Marrying Mr. Darcy) – film TV (2018)
- Una tradizione di famiglia (Reunited at Christmas) - film TV (2018)
- Un cane per due (Love to the Rescue) - film TV (2019)
- L'amore spicca il volo (Love Takes Flight) - film TV (2019)
- Forever in My Heart - film TV (2019)
- Il concerto di Natale (Christmas Tree Lane) – film TV (2020)
- USS Christmas - film TV (2020)

### Sceneggiatore
- Mongolian Death Worm (2010)
- MoniKa (2012)
- Complacent (2012)